# Keala Settle
Keala Settle (Laie, 5 novembre 1975) è un'attrice e cantante statunitense nota soprattutto per il suo lavoro nel teatro musicale di Broadway.
Nel 2017 ha ottenuto una forte popolarità prendendo parte al musical cinematografico The Greatest Showman, per la cui colonna sonora ha interpretato il brano This Is Me: la canzone ha ottenuto un notevole successo commerciale a livello internazionale

## Biografia e carriera
Dopo aver conseguito una laurea presso la Southern Utah University, Keala Seattle ha iniziato a lavorare come cantante e attrice nel 2005, anno in cui ha preso parte al celebre spettacolo Hairspray nel ruolo di Tracy Turnblad. Nel 2009 ha preso parte allo spettacolo South Pacific organizzato presso il Lincoln Center. Ha poi debuttato a Broadway con il musical Priscilla, la regina del deserto nel 2011. Nel 2013 è arrivato il successo con Hands on a Hardbody, ottenendo fortissimi apprezzamenti da parte della critica. Per la sua performance in questo musical la Settle ha vinto il Theatre World Award ed è stata candidata all'Outer Critics Circle, al Drama Desk Award e al Tony Award alla miglior attrice non protagonista in un musical. Recita di nuovo a Broadway nel 2014 con Les Misérables e nel 2016 con Waitress.
Nel 2017 ha interpretato il ruolo di Lettie Lutz nel film The Greatest Showman, cantando da solista il brano This Is Me vincendo il Golden Globe per la migliore canzone originale. Il brano This Is Me ha ottenuto inoltre un notevole successo internazionale, raggiungendo la numero 3 nella classifica britannica e in quella svedese e la numero 10 in Australia. Il brano ha anche ottenuto 11 dischi di platino, 5 dischi d'oro e 1 disco d'argento nei vari mercati musicali. In seguito a questo successo, Seattle si è dedicata principalmente a cinema e televisione recitando nel musical televisivo Rent: Live e nel film All My Life. Musicalmente ha collaborato con Todrick Hall nel brano Forbidden, canzone contro l'omofobia, e ha pubblicato altri singoli da solista quali Harder, The Last Letter e Shooting at Myself. Nel 2017 ha pubblicato un EP intitolato Chapter 1.

## Stile e influenze
Parlando della sua carriera e del modo in cui percepisce la sua arte, Settle ha affermato di sentirsi più una cantante R&B che un'artista da musical.

## Filmografia

### Attrice

#### Cinema
- Dove eravamo rimasti (Ricki and the Flash), regia di Jonathan Demme (2015)
- The Greatest Showman, regia di Michael Gracey (2017)
- All My Life, regia di Marc Meyers (2020)
- Wicked, regia di Jon M. Chu (2024)

#### Televisione
- The Big C – serie TV, 1 episodio (2011)
- Rent: Live – film TV, regia Michael Greif e Alex Rudzinski
- Cambio di direzione (Big Shot) - serie TV, 4 episodi (2021)

### Doppiatrice
- Forspoken – videogioco (2023)

## Teatro
- 2003-2006 – Hairspray (US Touring Production)
- 2009-2011 – South Pacific (US Touring Production)
- 2010-2012 – Priscilla, la regina del deserto (Pre-Broadway Try-Out; Broadway)
- 2013 – Hands on a Hardbody (Broadway)
- 2014-2015 – Les Misérables (Broadway)
- 2014-2016 – Waitress (Broadway, American Repertory Theatre)
- 2017 – Jesus Christ Superstar (All-Femal Concert Production)
- 2022 – & Juliet (West End, Manchester)
- 2022 – Sister Act (West End, Manchester)
- 2025 – The Diana Mixtape (West End, London/Manchester)

## Doppiatrici italiane
Nelle versioni in italiano delle opere in cui ha recitato, Keala Settle è stata doppiata da:
- Francesca Guadagno in The Greatest Showman, Wicked
- Giò-Giò Rapattoni in Cambio di direzione

## Discografia

### EP
- 2017 – Chapter 1

### Singoli
- 2017 – This Is Me
- 2019 – Harder
- 2020 – The Last Letter
- 2020 – Shooting at Myself